# Außenbürgerschaft Lennep
In der Außenbürgerschaft Lennep waren im Mittelalter und der frühen Neuzeit die Hofgüter in den bergischen Ämtern Beyenburg und Bornefeld zusammengefasst, die dem Stadtgericht der Stadt Lennep unterstanden. Die Außenbürgerschaft wird auch als Lenneper Honschaft bezeichnet.
Entstanden ist die Außenbürgerschaft Ende des 13. Jahrhunderts mit der Stadtgründung Lenneps. Zur Verteidigung der Stadt wurden die Bauern der umgebenden Höfe von den bergischen Grafen aufgefordert, nun innerhalb der Stadtmauer zu wohnen. Im Gegenzug dazu wurden ihre weiterhin bewirtschaften, aber außerhalb liegenden Bauerngüter weitgehend von Abgaben befreit und zur Außenbürgerschaft zusammengefasst. Einzelne Güter der Außenbürgerschaft befanden sich teilweise in Hofschaften, die ansonsten den Honschaften Garschagen und Hohenhagen angehörten.
Zu der Außenbürgerschaft gehörten die Höfe und Wohnplätze Berg, Böhlefeld, Bornscheid, Buscher Hof, Durchholz, drei Höfe zu Endringhausen, ein Hof in Frielinghausen, Grünenplatz, zwei Höfe zu Hackenberg, zwei Güter zu Halbach, Halle, Hastberg, Hardtshof, Hasenberg, Henkelshof, Güter in Herbringhausen, 13 Häuser in Hohenhagen, Jammertal, Käseberg, Ludbertinsberg (Lage unbekannt), Möllersberg, Nagelsberg, Neuenteich, Schneppendahl, hinterste Stursberg, Ueberfeld und ein Hof zu Wefelpütt, dazu die Hermannsmühle, die Buchholzmühle, die Hägenermühle und die Tackermühle. Insgesamt zählte 1770 die Außenbürgerschaft 69 Häuser.
Im Hochmittelalter gehörte die Außenbürgerschaft überwiegend zum im Kirchspiel Lüttringhausen, ab dem Spätmittelalter teilweise auch zur neuen Pfarrei in Lennep. Zusammen mit weiteren Höfen und Wohnplätzen aus dem Kirchspiel Wermelskirchen ging ein Teil der Lenneper Außenbürgerschaft im 19. Jahrhundert in der Landgemeinde Fünfzehnhöfe auf.
1815/16 lebten 802 Einwohner in der Außenbürgerschaft. Laut der Statistik und Topographie des Regierungsbezirks Düsseldorf besaß die Außenbürgerschaft 1832 eine Einwohnerzahl von 1.112, die sich in 141 katholische und 971 evangelische Gemeindemitglieder aufteilten. Die Wohnplätze der Bürgermeisterei umfassten zusammen ein öffentliches Gebäude, 108 Wohnhäuser, 13 Fabriken und Mühlen und 96 landwirtschaftliche Gebäude.
Die Liste der Wohnplätze umfasste 1832 Buchholzmühle, Reinshagerhammer, Busenhammer, Ueberfeld, Hohenhagen, Ölmühle, Hägenermühle, Bärenhammer, Teufelskotten, Schmitzhalbach, Bornscheid, Bornscheidermühle, Hermannsmühle, Stursberg, Tackermühle, Bornscheiderhammer, Honsberger Kotten, Diepmannsbach, Endringhausen, Höhfelderhäuschen, Buscherhof, Tummelün, Grünenplatz, Hastberg, Wefelpütt, Herbringhausen, Frielinghausen, Bölefeld, Herbringhauserbach, Halle, Hardtshof und Käsberg.
Am 17. August 1857 erhielt Lennep aufgrund der in jenem Jahr in Kraft getretenen neuen Rheinischen Städteordnung das Stadtrecht. Die Teile der Außenbürgerschaft, die nicht in dem Gebiet der Bürgermeisterei Lüttringhausen lagen, wurden in das Stadtgebiet eingegliedert.
Teile der Außenbürgerschaft westlich von Lennep sind Teil der heutigen nordrhein-westfälischen Gemarkung mit der Gemarkungsnummer 3434 Außenbürgerschaft.